# Antonio Hernanz
Antonio Hernanz Benito (La Matilla, 1911-Anaya, 31 de agosto de 1936) fue un político de Segovia, donde residía y trabajaba como camarero.
Dirigente del Partido Socialista Obrero Español (PSOE) en la capital segoviana, llegó a presidir la Casa del Pueblo y fue vicesecretario del PSOE. Durante la Segunda República fue miembro de los Jurados Mixtos de Trabajo en la provincia en representación de la Unión General de Trabajadores (UGT), de la Comisión Mixta patronos-trabajadores que estudió los expedientes para la liberación de los detenidos durante la revolución de 1934 y concejal de Segovia. Tras el golpe de Estado que dio lugar a la Guerra Civil fue detenido por los sublevados en Segovia, junto a Isidoro Romano Pacual, Manuel Gómez, Julio Fuster García, José Peña Huertas, Agustín Hernández Hernández y José Gutiérrez Sastre, y encerrado en la denominada Cárcel Vieja.
Fue uno de los catorce segovianos fusilados en Puente Oñez, en el término municipal de Anaya, al suroeste de la provincia, tras una saca de presos en la que, en teoría, se les trasladaba a la prisión de Valladolid por militares de las fuerzas sublevadas.